# Leptacis adiaphana
Leptacis adiaphana (лат.) — вид платигастроидных наездников из семейства Platygastridae. Океания: Новая Зеландия.

## Описание
Мелкие перепончатокрылые насекомые (длина около 1 мм). От близких видов отличается следующими признаками: голова матовая, без гиперзатылочного валика; ширина сегмента А9 самки в 2 раза больше его длины; щитик заметно наклонен к шипу, который лишь немного короче высоких проподеальных килей. Черноватые с коричневатым отливом, голова полностью чёрная; сегмент A1 и ноги, включая тазики светло-коричневые. Усики 10-члениковые. Сходен с видами Leptacis spatulata и Leptacis vicina. Вид был впервые описан в 2011 году датским энтомологом Петером Булем (Peter Neerup Buhl, Дания) по материалам из Новой Зеландии.